# Поход хиљаде
Поход хиљаде (итал. Spedizione dei Mille) је војни поход који је 1860. предводио чувени револуционарни генерал Ђузепе Гарибалди. У том походу је око хиљаду добровољаца, које је предводио Гарибалди победило Краљевство Две Сицилије, што је резултовало нестајањем краљевине и њеној анексији Пијемонт-Сардинији. Неколико месеци после тога ствара се Краљевина Италија. Били су познати и као црвенокошуљаши, јер су носили црвене кошуље.

## Позадина
Након што је Пијемонт анектирао Велико војводство Тоскану, војводство Модену, војводство Парму и Ромањеу у марту 1860. италијански националисти још нису били задовољни, јер још није остварено уједињење Италије. Као следећи циљ су поставили Краљевство Две Сицилије, која се састојала од јужне Италије и Сицилије. Гарибалди је 1860. планирао у Ђенови поход против Сицилије и Напуља уз прикривену подршку Велике Британије. Велика Британија је била забринута због приближавања Краљевине Две Сицилије и Русије. Русија је покушавала да нађе пут до Медитерана. С друге стране, значај сицилијанских лука је растао приближавањем отварања Суецког канала. Постоје и тврдње да је британска подршка Гарибалдију била потакнута и потребом за сицилијанским сумпором, који је био потребан у новим паробродима.

## Поход

### Искрцавање у Италији
Поход је започео 6. маја 1860. из Кварта у Ђенови. Око хиљаду добровољаца је кренуло на бродовима „Пијемонт“ и „Ломбардија“. Након краткога заустављања 7. маја у јужној Тоскани снабдели су се водом и оружјем и кренули су на Сицилију. Искрцали су се уз подршку и заштиту британских бродова 11. маја 1860. у Марсали, на најзападнијем делу Сицилије. Кад су се сви искрцали брод „Ломбардија“ је нападнут и потопљен, а брод „Пијемонт“ је био заробљен. Након искрцавања, Франческо Криспи је имао задатак да добије подршку локалних мафијаша. Гарибалди је 14. маја у Салемију издао проглас да он постаје диктатор Сицилије у име краља Виктора Емануела II од Сардиније.

### Калатафими и Палермо
Хиљада се борила по први пут у бици код Калатафимија 15. маја 1860. против 2.000 војника Краљевине Две Сицилије. Битка је била неодлучна, али подигла је морал хиљада, а у исто време спустила је морал противнику. Са доласком локалних добровољаца нарастао им је број на 1.200. Уз помоћ локалне побуне 27. маја опседали су Палермо, главни град Сицилије. Град је бранило 16.000 војника, али под конфузним заповедништвом Фердинанда Ланце. Док су Гарибалдијеви добровољци нападали, део становништва се побунио, ослободио 2.000 затвореника и напао гарнизон. Када је војска Краљевине Две Сицилије била потиснута са већине положаја, Ланца је наредио гранатирање града у коме је страдало око 600 цивила. До 28. маја, Гарибалди је контролисао већину града и прогласио је крај Бурбонске власти. Следећега дана уследила је неуспешна наполитанска контраофанзива, па је Ланца тражио примирје. У помоћ Палерму је долазило јако појачање, али Гарибалдија је спасила одлука Ланце да се преда. Јака наполитанска флота се налазила код Палерма. Уследило је посредовање британскога адмирала, па је постигнуто примирје, а наполитанска флота је напустила луку.

### Наполитанско повлачење и битка код Милаца
Бурбонска војска је добила наређење да се креће источно и да се евакуише са острва. Бурбонска војска је успела 31. маја да сломи побуну, коју је у Катанији предводио Никола Фабрици. Међутим та тактичка победа није имала практичких последица, јер је војска добила наређење да крене према Месини. Само су Сиракуза, Августа, Милацо и Месина остали у краљевим рукама. У међувремену диктатор Гарибалди је издао свој први закон. Није успео да регрутује више од 20.000 војника, а сељаци су се већ бунили против њега, јер су се надали да ће их одмах ослободити земљопоседника. У Бронтеу је 4. августа уз помоћ два батаљона црвенокошуљаша крваво угушена једна таква побуна.
Краљ Франсоа II од Две Сицилије је 25. јуна 1860. издао устав са циљем да придобије и примири умерене поданике, који се још нису дигли против њега. Гарибалди је у то време створио „Јужну армију“, у чијем саставу су се поред домаћих добровољаца налазили и добровољци из целе Италије и регуларни пијемонтски војници, који су се прерушили у добровољце. Наполитанска краљева армија је сакупила око 24.000 војника за одбрану Месине и других тврђава. Гарибалди је 20. јуна напао Милацо са 5.000 војника. Наполитанска одбрана је била добра, али недостајала је координација између краљевске војске, па Месина није послала појачање у Милацо. Због тога је Гарибалди победио код Милаца, а шест дана касније предала се и Месина. На Сицилији је после тога остало само 4.000 војника по различитим упориштима и тврђавама. Задње упориште се предало крајем септембра.

### Искрцавање и освајање Калабрије
Гарибалди се 19. августа искрцао са својим црвенокошуљашима у Калабрији. Кавур се опирао томе потезу. Писао је писмо Гарибалдију захтевајући да не прелази у Калабрију. Гарибалди га није послушао, а краљ Пијемонта-Сардиније Виктор Емануел је то прећутно одобравао. Бурбони су имали 20.000 војника у Калабрији. Нису пружили неки јачи отпор сем у Ређио Калабрији, која је тешко освојена 21. августа. Бројне јединице војске Краљевине Две Сицилије су се разишле или су се придружиле Гарибалдију.

### Крај
Краљ Франсоа II је био присиљен да напусти Напуљ и ушанчио се у тврђави у Гети, а последња одступница је била река Волтурно, северно од Напуља. Гарибалди је 7. септембра ушао у Напуљ, где је био одушевљено дочекан као ослободилац. У одлучној бици код Волтурна (1—2. октобра 1860). Гарибалди је уз подршку пијемонтске војске победио организовану бурбонску војску од 50.000 војника. Пијемонтска војска је уз француско одобрење прешла Папску државу и дошла је Гарибалдију у помоћ. На плебисциту 21. октобра потврђена је анексија Краљевина Две Сицилије Пијемонт-Сардинији. Крајем похода се сматра сусрет Гарибалдија са Виктором Емануелом 26. октобра 1860. Други као крај похода означавају улазак краља Виктора Емануела II у Напуљ 7. новембра 1860. Гарибалди је тражио од краља да остане још годину дана као диктатор и да његови официри буду интегрисани у нову италијанску војску. Краљ то није прихватио, па се Гарибалди вратио у Капреру. Војни поход још није био завршен јер је Франсоа II држао Гаету до фебруара 1861, када се коначно предао и отишао у егзил у Аустрију. У марту 1861. и формално је основана Краљевина Италија.
Поход хиљаде се сматра једним од најславнијих догађаја италијанског уједињења. Међутим ти догађаји су имали и своју другачију позадину, која се ређе појављивала у историографији. Било је потребно 140.000 пијемонтских војника да одржава ред у бившој краљевини Две Сицилије. Толика је војска била потребна да гуши отпор. Гарибалди је током свога похода придобијао и сељаке и велепоседнике. Сељаци су му пришли очекујући расподелу земље, а велепоседници су помогли Гарибалдија када је обећао да неће дирати њихову имовину. Краљевина Две Сицилије је у то доба била у финансијски јако добром стању, за разлику од Пијемонта-Сардиније, чија је државна благајна била празна због ратова. Лакоћа са којом је хиљаду добровољаца савладало организовану војску велике државе у задње време се објашњава тајном британском интервенцијом, када су уз помоћ 3 милиона франака поткупили већину бурбонских заповедника.